# Julen Lopetegui
Julen Lopetegui Agote (født 28. august 1966 i Asteasu) er en spansk tidligere fodboldspillere og senere -træner, der fra 2016-2018 stod i spidsen for Spaniens landshold, som han også selv repræsenterede som aktiv. Kort inden slutrunden om VM-slutrunden 2018 blev det bekendtgjort, at Lopetegui efter VM overtager cheftrænerposten i sin tidligere klub, Real Madrid C.F. Det blev dog kun kort; Efter en række dårlige resultater blev han allerede 29. oktober fyret og afløst af Santiago Solari.
I sin aktive karriere spillede Lopetegui som målmand for både Real Madrid og FC Barcelona, men opnåede dog kun få kampe i begge klubber. Han havde også ophold hos blandt andet Rayo Vallecano og Las Palmas. Han nåede at spille en enkelt kamp for det spanske landshold.
Efter at have indstillet sin aktive karriere har Lopetegui begået sig som træner. Han har blandt andet stået i spidsen for flere af de spanske ungdomslandshold, og har også haft ansvaret for FC Porto i Portugal samt i sin gamle klub som aktiv, Rayo Vallecano. I perioden 2016-18 er han træner for Spaniens A-landshold, og han stod i spidsen for landsholdet under forberedelserne til VM-slutrunden 2018, men da det kom frem, at han var blevet ansat som cheftræner i Real Madrid efter slutrunden, valgte forbundet at fyre ham to dage inden starten på VM-slutrunden.